# Контрада Пантанеле-Кампо ди Рато (Потенца)
Контрада Пантанеле-Кампо ди Рато (итал. Contrada Pantanelle-Campo di Rato) је насеље у Италији у округу Потенца, региону Базиликата.
Према процени из 2011. у насељу је живело 93 становника. Насеље се налази на надморској висини од 763 м.